# KANAL-Centre Pompidou

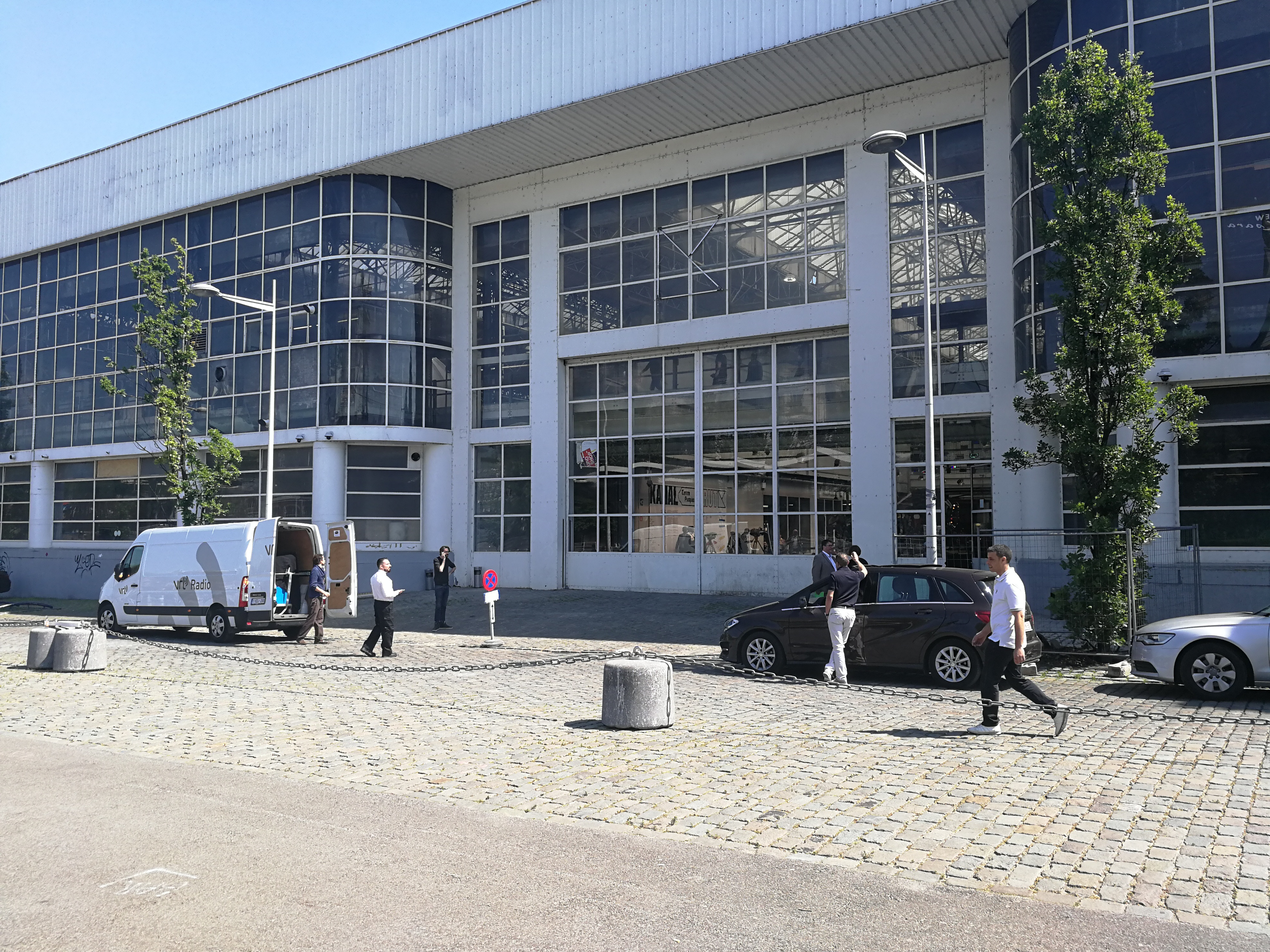
Toegang tot Kanal

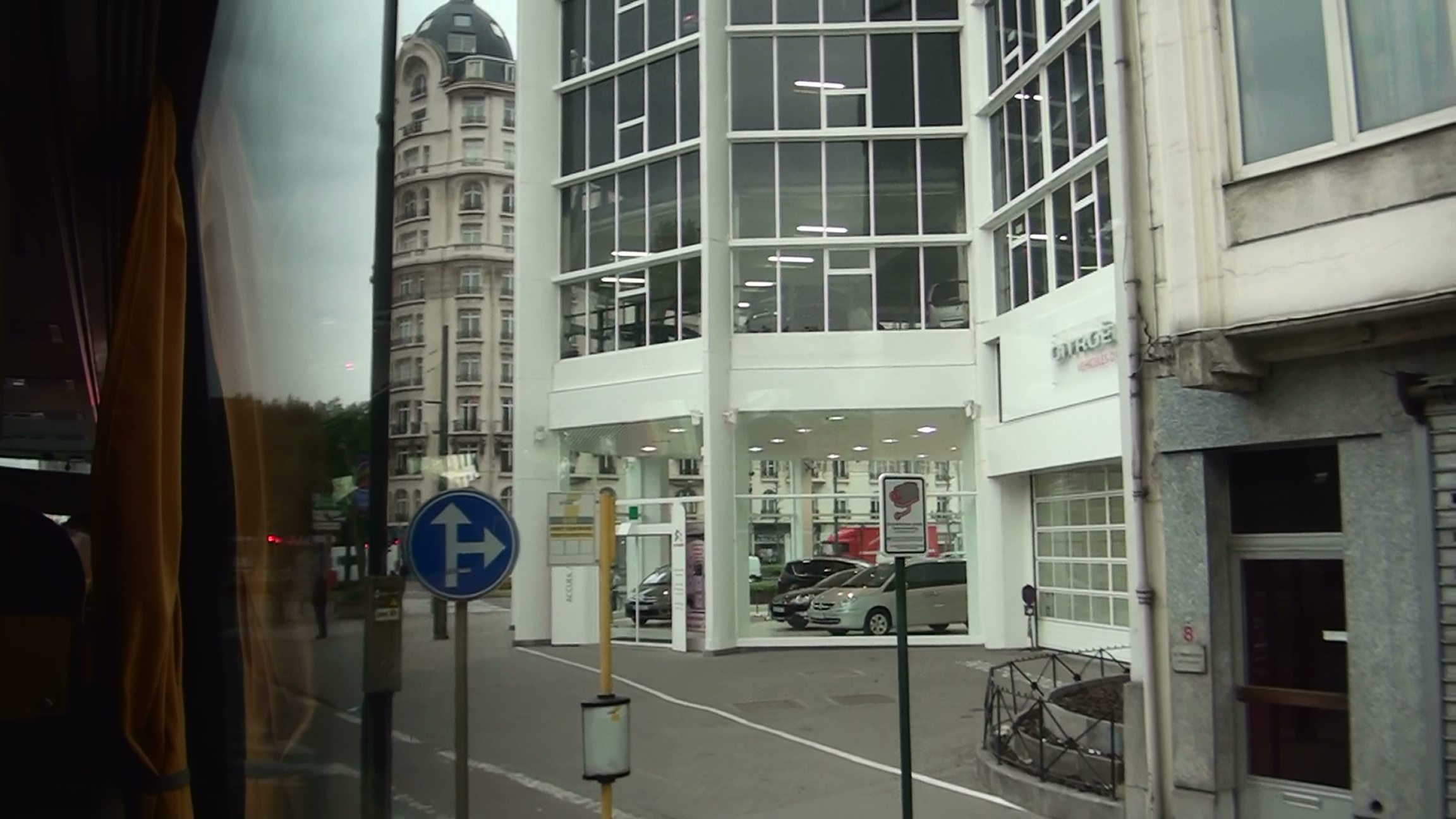
Zicht vanop het IJzerplein

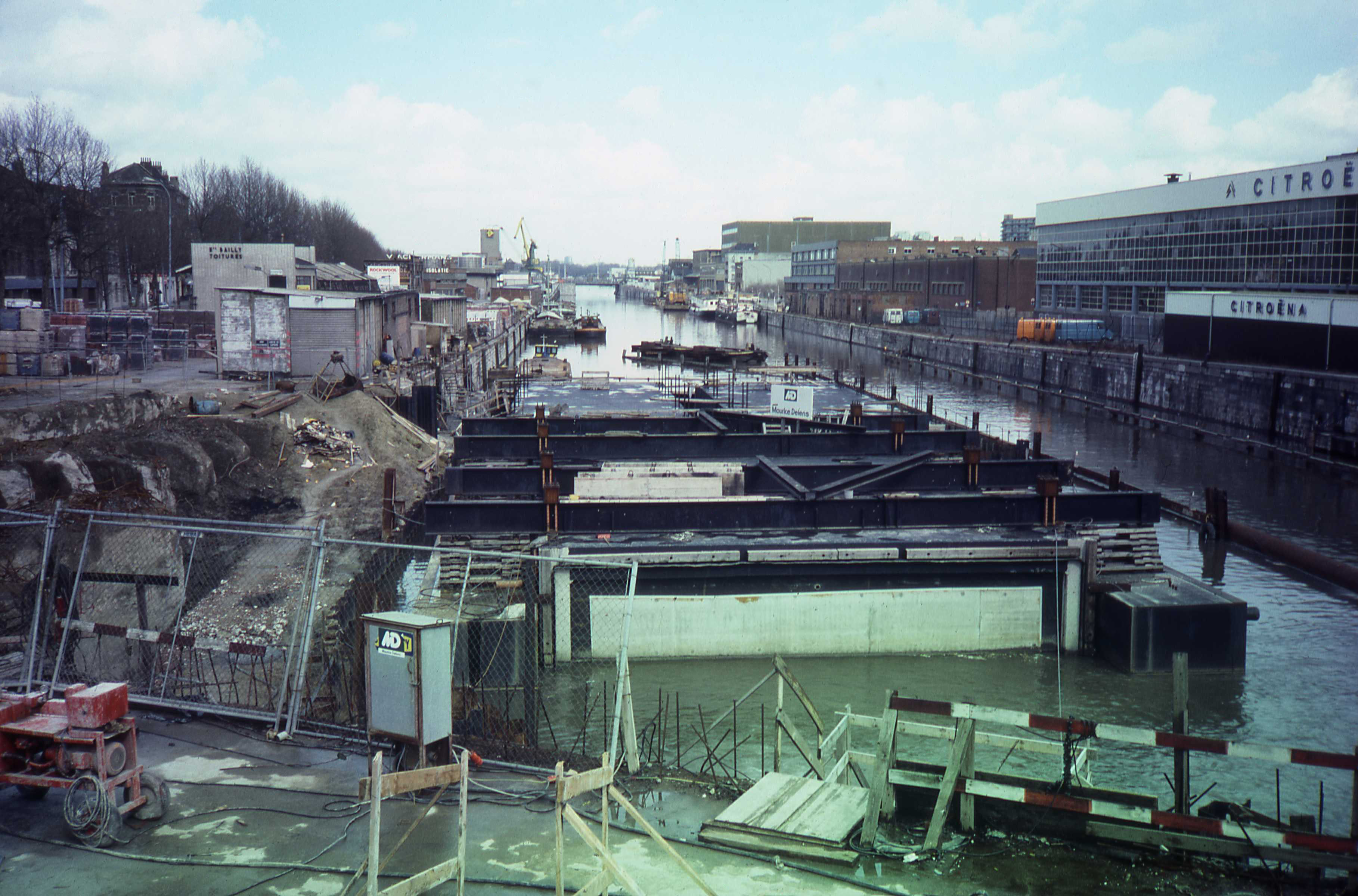
Zeekanaal Brussel-Schelde met op de rechterkaai de ateliers van de voormalige Citroëngarage, thans Kanal

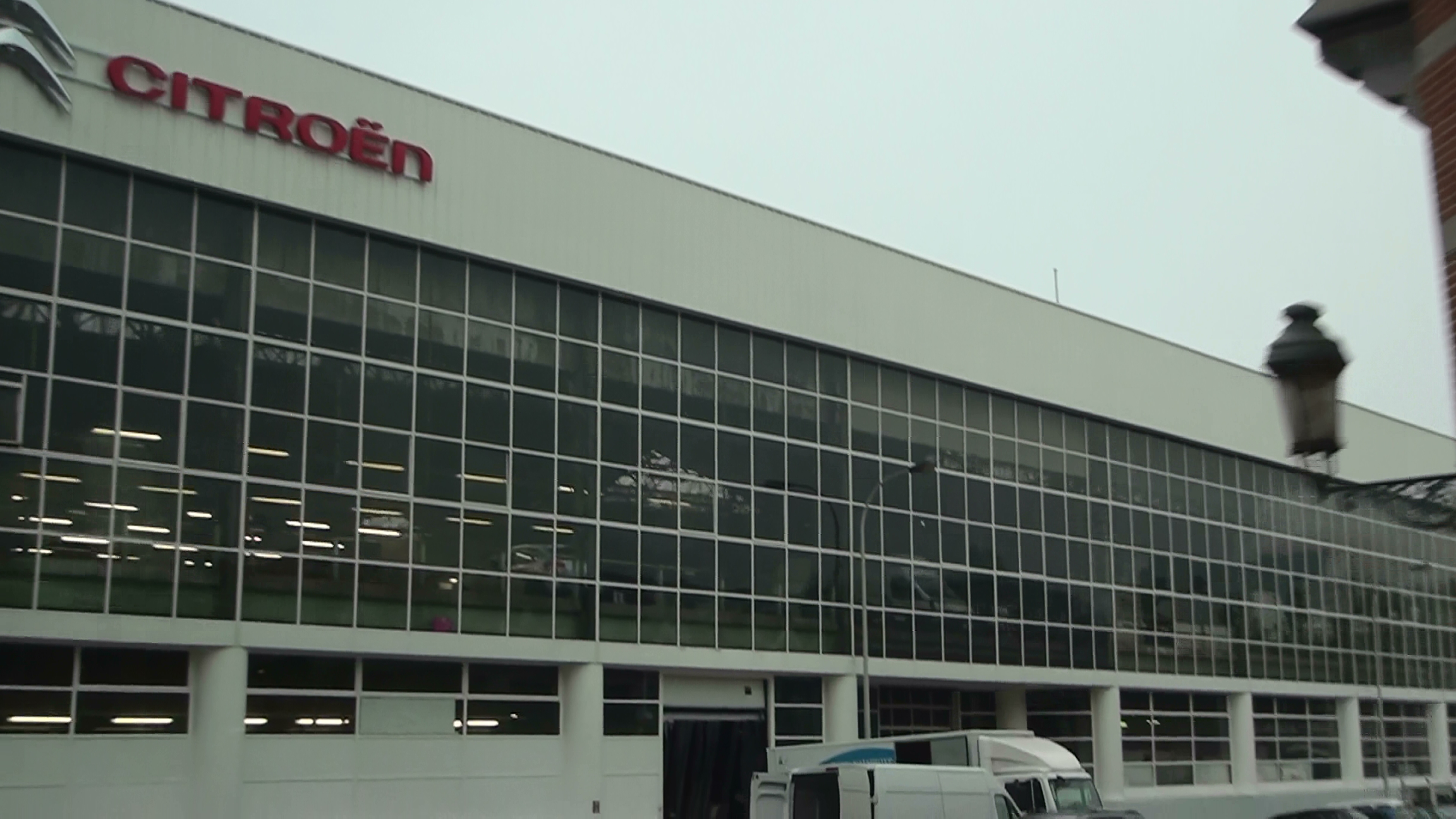
Hallen van Kanal aan Akenkaai

KANAL-Centre Pompidou is een kunstencentrum gelegen aan de Sainctelette Square in centrum Brussel, langs het Kanaal Charleroi-Brussel, in de voormalige garage van Citroën. De opening is gepland voor 28 november 2026. Tijdens de verbouwingen blijft het museum open op de tijdelijke locatie K1, Havenlaan 1.
De locatie biedt initieel zonder de later geplande opdeling in drie zones 35.000 m² expositieruimte. Nog voor de verbouwingen starten, opende het kunstencentrum op 5 mei 2018 als Kanal Brut met eerste tentoonstellingen in de nog niet vernieuwde ruimtes. De tijdelijke opstelling, het proefjaar, liep tot 10 juni 2019, waarna de verbouwingen van de site in de zomer van 2019 zijn gestart.
Het centrum wordt geleid door de Stichting Kanal, waarbij Michèle Sioen voorzitter is van de raad van bestuur.

## Gebouw
Het gebouw is een vroegere garage van Citroën met verkoopsruimte en ateliers uit het begin van de jaren dertig in modernistische stijl. Het iconisch gebouw uit het interbellum is een prominent bouwwerk met een 21 meter hoge glazen gevel op de hoek van Sainctelettesquare en IJzerplein. Op de Kleine Ring, daar als Sainctelettesquare aangeduid, ligt het gebouw vlak naast het Kaaitheater. De ateliers aan de Akenkaai grenzen aan het Zeekanaal Brussel-Schelde dat de naam aan het centrum geeft.
De garage werd door Citroën gebouwd tussen 1933 and 1934 naar plannen van Alexis Dumont en Marcel Van Goethem. Er werd toen een bouwwerk neergezet met golvende muren en zeer grote raampartijen, en zeer veel ijzer en glas. Het gebouw vormde een verbinding tussen stad en kanaal. De gordijnmuren zijn een typerend voorbeeld van functionalisme. Met een stalen ‘straat’ werd de showroom verbonden met de achterliggende werkplaatsen. Het bouwwerk werd geïnventariseerd als onroerend erfgoed door het Brussels gewest.

## Ontstaansgeschiedenis
Het project een museum aan het kanaal te realiseren circuleert al sinds 2014 in de plannen van de Brusselse Gewestregering. De regering zag met de aankoop van de site van de Citroëngarage een mogelijkheid voor Brussel een eigen museum voor moderne en hedendaagse kunst te realiseren. Aanvankelijk hoopte men voor de collectie deels te kunnen putten uit de kunstcollectie van de federale Koninklijke Musea voor Schone Kunsten van België maar deze piste werd buiten Brussel nooit aanvaard. In maart 2015 tekenden PSA Peugeot Citroën en het Brussels Gewest een overeenkomst waarmee de Citroëngarage in handen van de laatsten zou komen. De aankoopakte, die de waarde van de site op 20,5 miljoen vastlegt, werd op 29 oktober 2015 getekend. De projectleider voor het museum wordt Yves Goldstein, kabinetschef van minister-president Rudi Vervoort, Schaarbeeks gemeenteraadslid en fractieleider van de plaatselijke fractie van de Parti Socialiste, secretaris van de Brusselse Regering en het College van de Gemeenschappelijke Gemeenschapscommissie. Hij nam eind september 2016 ontslag uit al deze functies. Goldstein is mee verantwoordelijk voor de keuze in 2017 van een partnership met het Parijse Centre Pompidou als leverancier van knowhow en kunstcollecties. Door voor het Centre Pompidou te kiezen, kan men putten uit haar uitgebreide collectie kunstwerken van de twintigste eeuw. Het Parijse museum zal ook meewerken aan de cultuurprogrammatie en zal adviseren bij de aankoopstrategie van de permanente collectie. Het museum voor moderne en hedendaagse kunsten zal werken tonen uit de periode 1920-2020. Bernard Blistène, de directeur van het Centre Pompidou Parijs, wordt de curator van Kanal.
In mei 2017 wordt een architectuurwedstrijd voor het gebouw gelanceerd en werd de Zwitserse architect Roger Diener tot juryvoorzitter benoemd. De geïnteresseerden kregen maar tot 6 juni 2017 de kans een voorstel in te dienen waarbij de ruimte een museum voor moderne en hedendaagse kunst (15.000 m²), een centrum voor architectuur (10.000 m²) en openbare ruimtes toegankelijk voor ieder met een functionele, educatieve en recreatieve bestemming (10.000 m²) te realiseren met een budget van 125 miljoen euro. 92 architectenassociaties reageerden op de oproep en uit een groep van zeven finalisten werd unaniem door de wedstrijdjury gekozen voor het project "Een podium voor Brussel", ingediend door de associatie van het Brusselse bureau noArchitecten, het Zwitserse EM2N en de Londense Sergison Bates Architects.
Het museum komt in de bestaande ateliers en een nieuwbouw voor kwetsbare werken. Het architectuurmuseum komt in het noordelijke deel van de bestaande ateliers. De publieke ruimtes omvatten de te restaureren showroom van de Citroëngarage, een binnenstraat met beeldhouwwerken, culturele activiteiten en horeca.
In 2019 werd deze verbouwing al ingeschat op 150 miljoen in plaats van het voorziene budget van 125 miljoen.
De samenwerking met Pompidou is voorwerp van kritiek. De overeenkomst voor een periode van 10 jaar waarbij jaarlijks 11 miljoen euro van Brussel richting Pompidou gaat, waarvan onder meer 2 miljoen voor personeel te betalen dat permanent in Parijs blijft werken, wordt als te duur en een "Franse kolonisatie" bestempeld.
De som van de renovatie, en de werkingskosten inclusief de eerste 5 jaar van de samenwerking met Centre Pompidou op 210 miljoen geraamd, overstijgt de budgettaire mogelijkheid van het Brussels Hoofdstedelijk Gewest. Daarom hoopte het Gewest begin 2019 een jaarlijkse injectie te krijgen van 15 miljoen euro uit het Beliris-fonds, het investeringsfonds voor Brussel van de federale overheid.
In 2024 ontstond ophef over de wankele financieringsconstructie van het dossier.

## Debuutexpo: Kanal Brut
Van Kanal Brut maken onder meer de volgende werken deel uit:
- L'enfer, un petit début, een mechanische assemblage van Jean Tinguely
- Open Wall van Pascale Marthine Tayou
- Compression “Ricard”, een geperst autowrak van César
- Les Boucliers van Alexander Calder

Verder werken van Broodthaers, Fischli & Weiss en Jenny Holzer en fotografie van Victor Burgin.

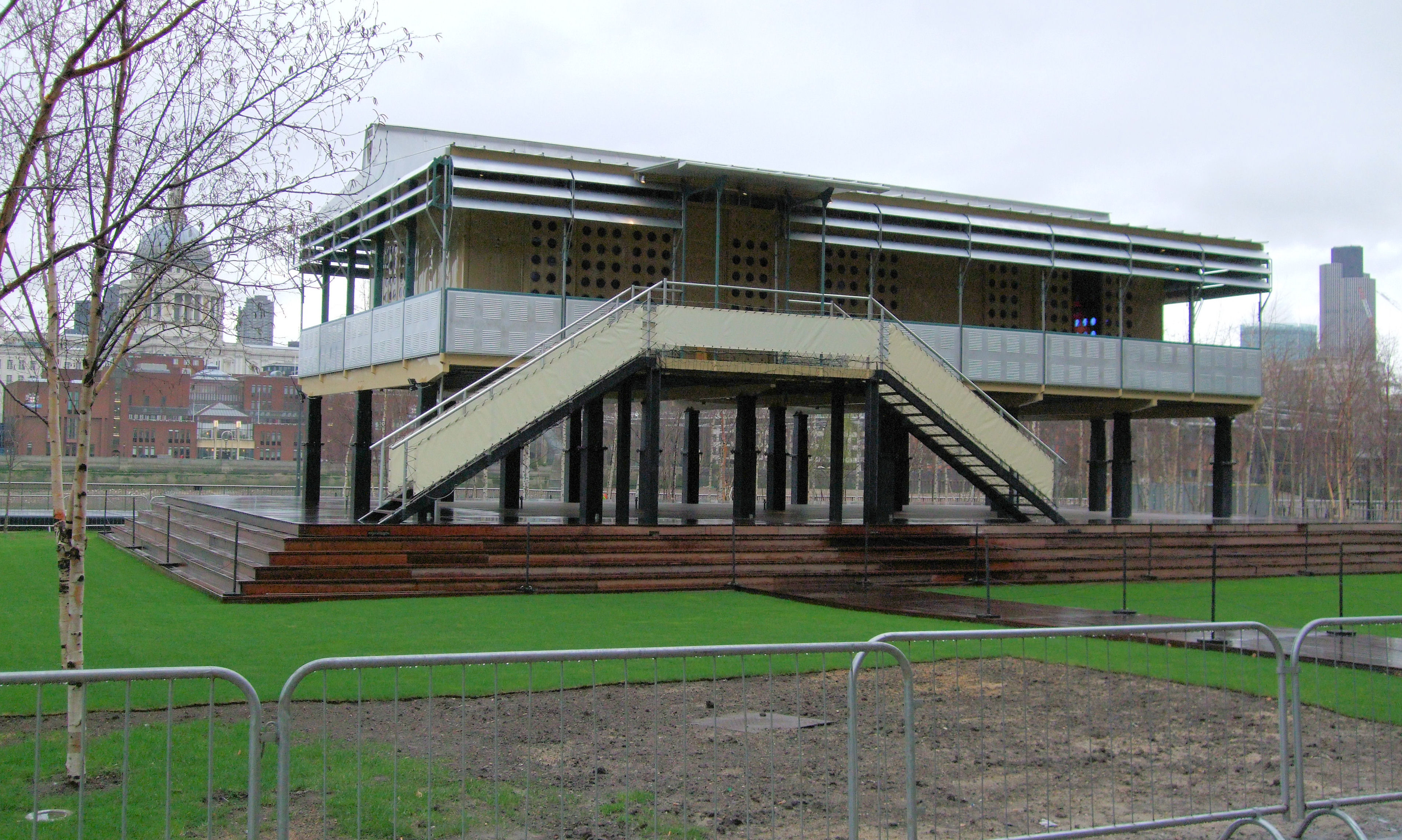
La Maison Tropicale van Jean Prouvé

In een aparte subtentoonstelling Station to Station selecteerde curator Blistène grotere werken waaronder:
- La Maison Tropicale van Jean Prouvé
- Pao II van Toyo Ito
- Pavillon Lasvit van Ross Lovegrove